# منتخب زيمبابوي لاتحاد الرغبي
منتخب زيمبابوي الوطني لاتحاد الرغبي هو ممثل زيمبابوي الرسمي في المنافسات الدولية في اتحاد الرغبي . تأسس في 30 يوليو 1910.